# 三田村裕
三田村 裕（みたむら ゆう / ひろし、1921年 - 1980年）は、日本の編集者、翻訳家。
本名・三戸森 毅（みともり つよし）。早稲田大学文学部心理学科卒業。
実業之日本社の編集者だったが、福島正実からSFの編集者としてスカウトされ、早川書房に1年間在籍。
その後タトル著作権部に入るが、のちに退社して翻訳家になる。

## 翻訳
- 『ラム君,奮闘す』（A・A・フェア、早川書房、世界ミステリシリーズ） 1962、のちハヤカワ・ミステリ文庫 1976
- 『西部の小説 : ショート・ショート傑作選』（編、大原寿人, 小泉太郎訳、毎日新聞社） 1963
- 『八月の冷たき風』（バートン・ウォール、講談社） 1966
- 『長き季節の終わり』（アンドレア・ニューマン、講談社、ウイークエンド・ブックス） 1968
- 『未亡人は喪服を着る』（A・A・フェア、早川書房、世界ミステリシリーズ） 1968
- 『勇気ある追跡』（チャールズ・ポーティス、早川書房、ハヤカワ・ノヴェルズ 1969
- 『ダブル・スパイ』（ジョン・ビンガム、早川書房、世界ミステリシリーズ） 1970
- 『奇蹟の次元』（ロバート・シェクリイ、早川書房、ハヤカワ・SF・シリーズ） 1971
- 『草は緑ではない』（A・A・フェア、早川書房、世界ミステリシリーズ） 1972
- 『いばらの旅路』（ロバート・シルヴァーバーグ、早川書房、ハヤカワ・SF・シリーズ） 1972
- 『駅馬車 : 西部小説ベスト8』（アーネスト・ヘイコックス他、訳・編、早川書房、ハヤカワNV文庫） 1973
- 『銀河よ永遠なれ』（ポール・アンダースン、早川書房、ハヤカワSF文庫） 1973
- 『三つの棺』（ジョン・ディクスン・カー、早川書房、世界ミステリシリーズ） 1976、のちハヤカワ・ミステリ文庫 1979
- 『探偵は絹のトランクスをはく : スコットランド・ヤード物語』（ピーター・ラヴゼイ、早川書房、世界ミステリシリーズ） 1980
- 『よみがえる拳銃』（カート・キャノン、早川書房、ハヤカワ・ミステリ文庫） 1981